# 揚げマーズバー

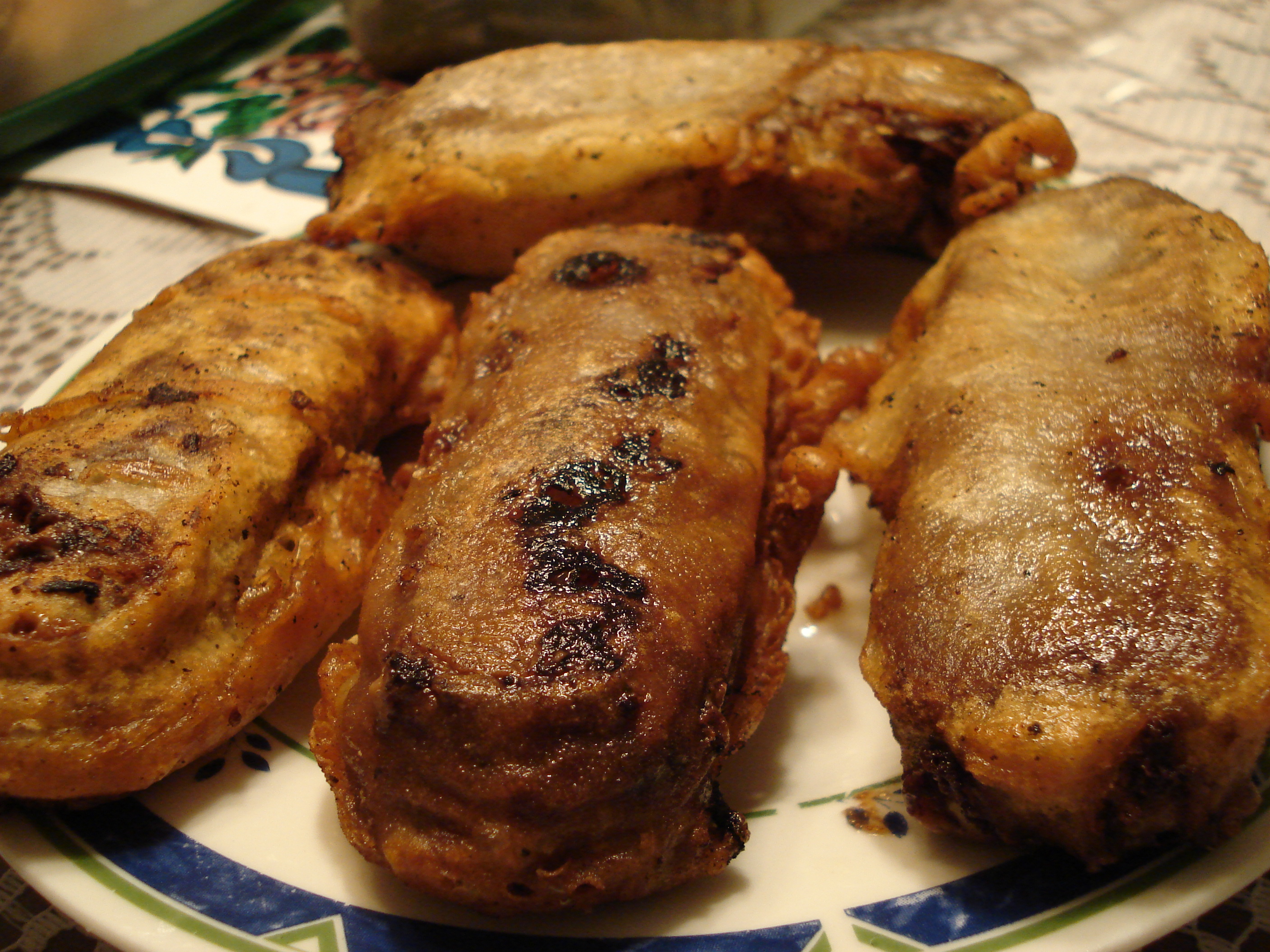
揚げマーズバー

揚げマーズバー（あげマーズバー、英: Deep-fried Mars Bar、DFMB）とは、マーズバーというヌガー入りスナックバーに揚げ衣をつけて揚げたものである。マーズ社の製造するスニッカーズやミルキーウェイなどを用いる。フライド・マーズバー。

## 概要

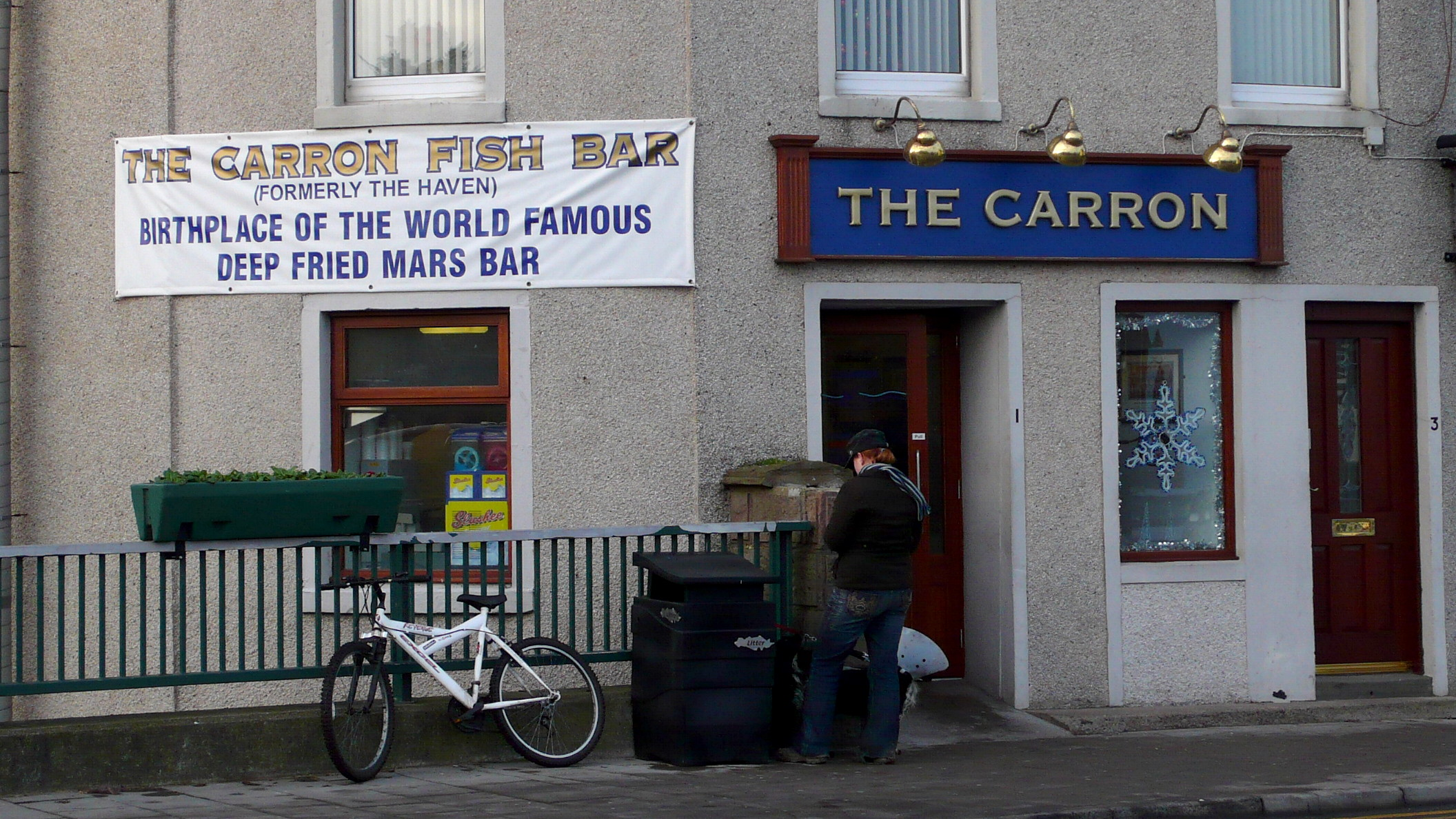
「カロン」というフィッシュバー店頭の横断幕（向かって左）。「元祖揚げマーズバーの店」という主旨が読める。（Birthplace of the World Famous Deep Fried Mars Bar。2007年12月、ストーンヘイブン）

スコットランドの主にフィッシュ・アンド・チップスを扱う揚げ物屋を「チップショップ」（ウィキデータ）と呼び、当初は目先の変わったメニューとして作られた揚げマーズバーは、主流のメニューではなかった。起源は定かでないものの、ある報道によるとアバディーン近くのストーンヘイブンで始まったとしている（後述）。流行が去りメディアの注目も少なくなると、一般にはマーズバーを揚げる店も次第に減り、スコットランド、イングランド、北アイルランドの一部のチップショップではなおも、揚げピザやケバブ、ハギスのパコーラーと共に揚げマーズバーもあると誇らしげに宣言し、観光地、特にエディンバラのチップショップには、ロイヤル・マイルを訪れるバックパッカーが押し寄せた。
スコットランドでは大部分のチップショップが揚げ油に精製した牛脂を使うせいで、衣に牛肉の風味がつく。かつて小学生、特に学校で指導される健康的な食事に反抗的な児童の間で、この食品が人気の昼食になり、外側は主食のようで内側はデザートのような揚げマーズバーは、完全なバランス食じゃないかと児童たちは冗談を言い合った。

## 起源
揚げマーズバーの起源は説が分かれている。1992年当時、スコットランド北東部の町ストーンヘイブンにあった「ヘブン・チップバー」という店が発明して最初に出したという、ジョン・デイヴィー説。同地区の地方新聞『アバディーン・イブニング・エクスプレス』が1995年8月23日付で報じたイングラム・モウォット説では、小学校の休暇に人気が急上昇した「The Haven」（ザ・ヘブン）という店の揚げ菓子を紹介、市販のチョコレート菓子の揚げ物だと伝え、材料の菓子製造元マーズの広報担当者のコメントとして同社製品を消費する方法でいちばん珍しい例だと加えてあった。翌日、他の媒体もその情報を転載して話題を広め始め、タブロイド紙『デイリー・レコード』が「ご飯はマーズにしてちょうだい」、さらに翌々日には一般紙『グラスゴー版ヘラルド』もエディンバラの『ザ・スコッツマン』も、3日目には全国版の一般紙までがそれぞれの文化欄担当者のひねりを効かせて報じた。5日目にいたりテレビの朝食バラエティ番組『ザ・ビッグ・ブレックファースト』（英語）でキース・チェグウィン（Keith Chegwin）の食レポを放送し、これをBBCが国際放送で伝えている。
モウォット説に対して他のチップショップは異議を唱え、アバディーンシャーのバンフで店を出していたという元経営者はマーズバーを1980年には揚げて売ったと主張して、その時すでに廃業していたマレーの店のレシピを真似たのだと語った。

## 調理
マーズバーにフィッシュ・アンド・チップスの魚のフライ用の揚げ衣をつけ、チップショップで魚、フライドポテト、ブラックプディング、ホワイトプディング、しばしばハギスなどを揚げる時にも使う揚げ器で揚げる。マーズバーは温まりすぎるとチョコレートとヌガーが揚げ油に溶けてしまうため、揚げるまで冷蔵しておくのが普通である。しかし冷やしすぎると油に入れたとき内部の温度差によって応力が発生し破裂してしまうため、調理する際にはマーズバーの温度管理に細心の注意が求められる。家庭では菓子専用の揚げ器を用いるとよく、使う油も少なくて済むので安価であり、油を交換するのも容易である。また、他の食品を汚してしまうこともない。

## 類似商品

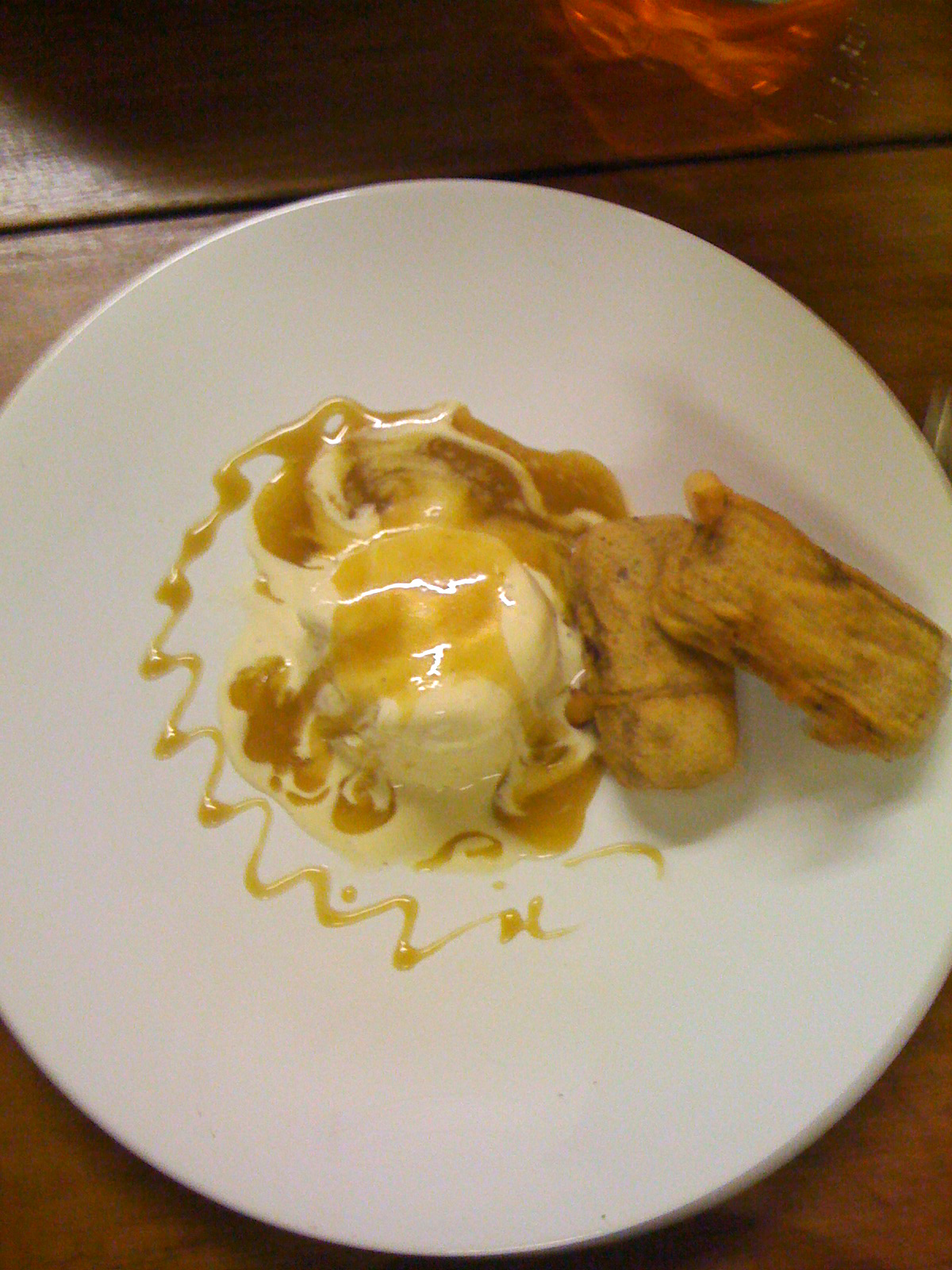
揚げたマーズバーとスニッカーズのバニラアイス載せ、バタースコッチソースがけ。

アメリカのNBC「ザ・トゥナイト・ショー」が2004年にジェイ・レノの司会で揚げマーズバーを紹介すると、医学専門誌『ランセット』はダンディー大学に委嘱してスコットランドと揚げマーズバーの関連を検証させた。大学はスコットランドのフィッシュ・アンド・チップ屋627店に電話で調査し、62%から回答を得て以下の結果をまとめた。
- 取り扱う店は66店（回答者の22%）、過去3年続けて販売したのはその四分の3。
- 一度でも売ったことがある店は上記の他に全体の17%。
- 販売実績は週に23本、中には50–200本と回答した店も10店あった。
- 平均価格は0.60ポンド（0.30–1.50ポンド）。
- 売った相手の76%は子ども。
- 健康に良くなさそうと述べたのは15店。
- この商品を扱わない店のほとんどは、その理由として揚げ油が黒変するからとした[6][7]。

元祖とされる店舗カロン・フィッシュバーによると、この商品の2012年の売り上げは概算で1週間に100 – 150本、顧客の70%は評判を聞いて来店した非居住者だったという。

## 料理界への影響

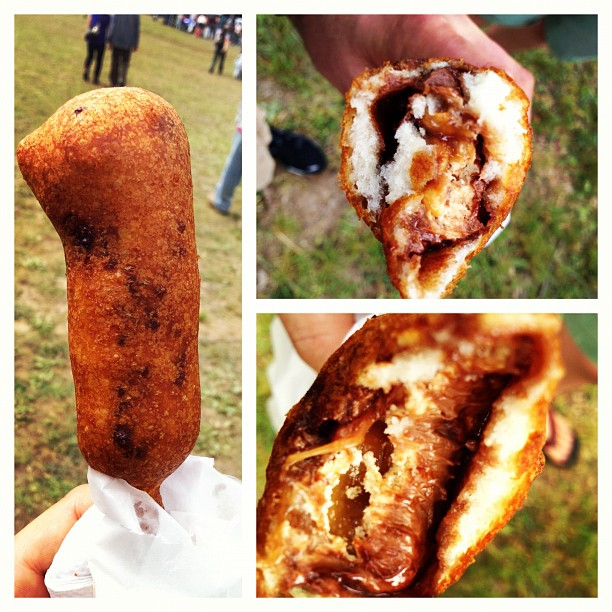
アメリカで人気の揚げスニッカーズ。食べている途中の断面。

スコットランド人の料理人ロス・ケンドール（Ross Kendall）は2000年、パリのレストラン「Le Chipper」のメニューに揚げたチョコレートバーを加えた。
この品から波及して他の 菓子類に衣をつけて揚げるレシピが登場し、一例としてスコティッシュ・ボーダーズ地方ダンズにあるリーヴァー・フィッシュバーは例年、復活祭の時期に合わせて材料をキャドバリー社製クリームエッグ（英語）に換えた「イースター・スペシャル」を宣伝する。
アメリカの場合、マーズバーよりも人気のスニッカーズを素材にした。伝統として様々な食品の串揚げを提供するミネソタ州祭りでは、串刺し揚げチョコバーが食べられ、ウィスコンシン州ウィスコンシン・デルズのノアの方舟ウォーターパークでも入手可能である。
物産展（state fair（英語））その他のイベントで人気を呼んだ。料理家でテレビホストのナイジェラ・ローソン（en:Nigella Lawson）は1999年、揚げマーズバーのレシピを「バウンティ」（Bounty（英語））として著書に掲載、のちにその著書と同名のテレビ・シリーズ『Nigella Bites』（英語）が生まれた。ニュージーランドでは、人気のチョコレート菓子モロ（Moro（英語））を揚げ菓子にして売っている。

### 注
1. 1 2  その後、経営者が変わって現在は店名を「Carron」という。

出典
1. ↑  Fraser & Knight 2019, "Part Two. Contemporary accounts of the emergence and development of national food."
2. ↑  Crooks, Lauren (2015年7月26日). “The man who created the deep-fried Mars bar has made a shock confession”. mirror. 2023年8月5日閲覧。
3. ↑  McColm, Euan (2000年2月26日). “No Haven for the Deep Fried Mars Bar; Birthplace of the Battered Choccy Treat Closes Down”. Daily Record {{cite news}}: 名無し引数「en」は無視されます。 (説明)⚠
4. ↑  “French batter Mars bars menu”. news.bbc.co.uk. SCOTLAND.   BBC News (2000年2月24日). 2023年8月5日閲覧。
5. 1 2  Dalton, Alastair.  "HOT chocolate has become this summer’s sizzler in Stonehaven chip shop." Aberdeen Evening Express, 1995-08-23.
6. 1 2 3 4  Steven Brocklehurst (2012年9月6日). “Deep-fried Mars bars: A symbol of a nation's diet?”.  BBCスコットランド. 2014年5月28日閲覧。
7. 1 2 3 4 5 6  David S Morrison; Mark Petticrew (18 December 2004). “Deep and crisp and eaten: Scotland's deep-fried Mars bar”. ランセット 364 (9452):  2180. doi:10.1016/S0140-6736(04)17589-2. PMID 15610802.
8. ↑  Palmer, Bobby (2015年7月29日). “Scottish chip shops at war over who invented the deep-fried Mars bar”. thetab.com. The Tab.   Digitalbox Publishing Limited. 2023年8月5日閲覧。
9. ↑  “Buckie lays claim as true home of the deep fried Mars Bar”. insidemoray.com. insideMoray (2015年7月28日). 2023年8月5日閲覧。
10. ↑  “French batter Mars bars menu”. BBCニュース. (2000年2月24日) 2012年9月6日閲覧。
11. ↑  “Deep-fried fair foods move from midways to restaurant menus around Tampa Bay”. Tampa Bay Times (2014年2月13日). 2018年12月13日閲覧。
12. ↑  Lawson, Nigella (4 June 2015) (英語). Nigella Bites (Nigella Collection). Random House. ISBN 978-0-7011-8933-4